# Margaret (piosenkarka)
Margaret, znana również jako Gaja Hornby lub Maggie, właśc. Małgorzata Jamroży (ur. 30 czerwca 1991 w Stargardzie Szczecińskim) – polska piosenkarka, kompozytorka i autorka tekstów piosenek, z wykształcenia projektantka mody. Od 2020 właścicielka wytwórni płytowej Gaja Hornby Records.
Zadebiutowała na rynku fonograficznym w 2013 minialbumem All I Need. EP-ka promowana była przez singel „Thank You Very Much”, który notowany był na oficjalnych listach sprzedaży w Austrii, Niemczech i we Włoszech. Piosenka była także trzecim najlepiej sprzedającym się utworem w Polsce w 2013, za co ZPAV przyznał wokalistce wyróżnienie Cyfrowej Piosenki Roku.
W lipcu 2013, reprezentując Polskę, zajęła drugie miejsce na Bałtyckim Festiwalu Piosenki w Karlshamn. W 2014 wydała debiutancki album studyjny pt. Add the Blonde, który uplasował się na ósmym miejscu na polskiej liście sprzedaży OLiS i uzyskał certyfikat platynowej płyty. Podstawowe wydanie albumu promowała singlami: „Wasted”, „Start a Fire” (oficjalny hymn Mistrzostw Świata w Piłce Siatkowej Mężczyzn 2014) i „Heartbeat”, natomiast jego reedycję – singlami „Cool Me Down” i „Elephant”. Singel „Cool Me Down” pokrył się podwójną platyną w Polsce, notowany był też na liście sprzedaży w Szwecji, gdzie pokrył się złotem.
Pod koniec 2015 wydała swój drugi album studyjny pt. Just the Two of Us, który nagrała z Mattem Duskiem. Płyta była notowana na 28. miejscu w zestawieniu OLiS i zdobyła status platynowej. W 2017 wydała kolejny album w karierze, Monkey Business, który był notowany na ósmym miejscu na polskiej liście sprzedaży OLiS. W 2018 z piosenką „In My Cabana” zajęła siódme miejsce w finale Melodifestivalen 2018. W 2019 wydała trzeci album pt. Gaja Hornby.
Laureatka wielu nagród muzycznych, takich jak MTV Europe Music Awards, Kids’ Choice Awards, Eska Music Awards czy SuperJedynki. Zdobyła też wiele nominacji, m.in. do Fryderyków, Wiktorów i Telekamer.

## Młodość
Urodziła się 30 czerwca 1991 w Stargardzie Szczecińskim. Jest córką Elżbiety i Ryszarda Jamrożych, z wykształcenia pedagogów. Wraz ze starszym o 4 lata bratem Tomaszem wychowywała się w Ińsku.
Ukończyła Państwową Szkołę Muzyczną I stopnia im. I.J. Paderewskiego w Choszcznie w klasie klarnetu i saksofonu. Krótko po jej skończeniu doznała wypadku na rowerze, w wyniku którego uszkodziła przegrodę nosową. Uczęszczała do Zespołu Szkół w Ińsku. Została absolwentką XIV Liceum Ogólnokształcącego w Szczecinie. Następnie rozpoczęła studia w Warszawie na Uniwersytecie SWPS na kierunku anglistyki, z których zrezygnowała po trzech semestrach. W 2015 ukończyła projektowanie ubioru w policealnej, 2-letniej, zawodowej Międzynarodowej Szkole Kostiumografii i Projektowania Ubioru w Warszawie.

## Kariera muzyczna
2006–2011
Na początku 2006 wzięła udział w jednym z odcinków programu Szansa na sukces, zdobywając wyróżnienie za interpretację piosenki „Będę czekać” Steni Kozłowskiej. W 2009 została wokalistką zespołu oNieboLepiej. W tym samym roku została laureatką jednego z odcinków Szansy na sukces, w którym zaśpiewała „Znam cię na pamięć” Moniki Brodki. Dzięki wygranej wystąpiła w koncercie finałowym programu w warszawskiej Sali Kongresowej.
W 2010 wystąpiła w musicalu Rent w szczecińskiej Operze na Zamku oraz współtworzyła projekt Gosia Jamroży Project (grupa funkcjonowała również pod nazwą Margaret J. Project), z którym m.in. trafiła do półfinału konkursu Coke Live Fresh Noise 2010. Wraz z zespołem stworzyła m.in. takie utwory jak „I Will”, „Pod prąd”, „Wróć do siebie” i „Co teraz”, do którego powstał teledysk. W 2011 uczestniczyła w nagraniu kompozycji „Moments” do kampanii promocyjnej Open Finance, a także wystąpiła w teledysku zrealizowanym do tego utworu.
2012–2013
W 2012 roku na potrzeby reklamy linii lotniczych OLT Express nagrała piosenkę „It Will Be Lovely Day”, która zyskała popularność w Internecie. Na prośbę internautów OLT Express i twórcy udostępnili całość kompozycji, a kilka stacji radiowych odtwarzało ją na swojej antenie, m.in. Program Pierwszy Polskiego Radia. W międzyczasie nagrała również wokalizy do filmu Bokser oraz kolejne utwory do reklam m.in. dla firmy Apart.
26 maja 2012 wystąpiła w konkursie Trendy na festiwalu TOPtrendy 2012 z piosenką „Thank You Very Much”, którą napisali i skomponowali Thomas Karlsson i Joakim Buddee, a za produkcję odpowiadał Ant Whiting. Teledysk towarzyszący piosence wzbudził wiele kontrowersji. Jego reżyserem i pomysłodawcą był Chris Marrs Piliero, który wcześniej współpracował m.in. z Britney Spears i Keshą. Klip realizowany był w Los Angeles, a Margaret grała w nim dziewczynę wychowywaną przez rodziców nudystów. Ze względu na liczne sceny nagości, jakie się w nim pojawiają, wideo zostało usunięte z serwisu YouTube zaledwie kilka godzin po premierze. Utwór „Thank You Very Much” został oficjalnie wydany w Polsce w formacie digital download 21 lutego 2013. Wtedy też fragment kompozycji został wykorzystany we wiosennej ramówce telewizji Polsat, a następnie w jesiennej ramówce niemieckiej stacji telewizyjnej Pro7. Singel był notowany na listach sprzedaży w Austrii, w której znalazł się na 38. miejscu, Niemczech, gdzie trafił na 41. miejsce oraz we Włoszech, plasując się tam na 22. pozycji. Ponadto o Margaret, piosence „Thank You Very Much” i zrealizowanym do niej teledysku pisały media nie tylko w Polsce, ale i za granicą, m.in. brytyjski dziennik „The Sun”. 8 czerwca 2013 Margaret wystąpiła z tą piosenką w konkursie Największe Przeboje Roku na TOPtrendy 2013 w Operze Leśnej, a pod koniec miesiąca zaprezentowała ją w popularnym niemieckim programie ZDF Fernsehgarten, emitowanym na kanale ZDF.
9 lipca 2013 wydała swój drugi singel, „Tell Me How Are Ya”. 14 lipca wystąpiła podczas koncertu w Słubicach zorganizowanego w ramach trasy koncertowej Lato Zet i Dwójki. 19 i 20 lipca z piosenkami „Thank You Very Much” i „I Get Along” reprezentowała Polskę na Bałtyckim Festiwalu Piosenki w Karlshamn, gdzie zajęła 2. miejsce. W nagrodę otrzymała 5 tys. koron szwedzkich. 30 lipca ukazał się jej debiutancki minialbum All I Need, na którym znalazło się 6 piosenek, w tym m.in. „Thank You Very Much” oraz „Tell Me How Are Ya”. Płyta zadebiutowała na 50. miejscu polskiej listy sprzedaży OLiS. 8 sierpnia w warszawskim klubie „Iskra” zagrała koncert promocyjny EP-ki. 3 sierpnia zaśpiewała podczas gali Eska Music Awards 2013, podczas której otrzymała również nagrodę za teledysk do piosenki „Thank You Very Much” w kategorii Eska TV Award – Najlepsze video. Ponadto nominowana była w kategoriach Najlepsza artystka, Najlepszy hit (za „Thank You Very Much”) oraz Najlepszy debiut. We wrześniu została nominowana do nagród MTV Europe Music Awards 2013 w kategorii Najlepszy polski wykonawca. Miesiąc później otrzymała nominację do Róż Gali w kategorii Debiut za „muzyczny podbój Europy”. Pod koniec 2013 odbyła trasę promocyjną we Włoszech.
2014

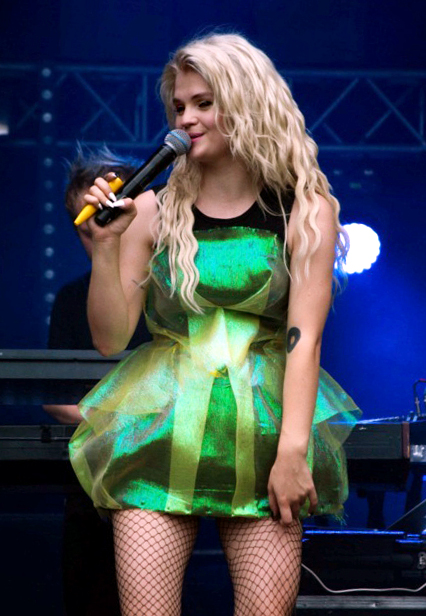
Margaret podczas koncertu w Tarnowie, 2014

31 grudnia 2013 wystąpiła podczas Sylwestrowej Mocy Przebojów na Skwerze Kościuszki w Gdyni, gdzie między innymi premierowo wykonała swój trzeci singel „Wasted”, a zarazem pierwszy promujący jej debiutancki album studyjny. Singel „Wasted” został wydany 15 stycznia 2014. Kompozycja dotarła do 6. miejsca listy AirPlay – Top, najczęściej granych utworów w polskich rozgłośniach radiowych. W lutym została nominowana do nagród: Wiktory w kategorii Gwiazda piosenki oraz Kids’ Choice Awards w kategorii Ulubiona polska gwiazda. Pod koniec marca wystąpiła jako gość muzyczny na rozdaniu Wiktorów 2013, które odbyło się na Zamku Królewskim w Warszawie. Wśród publiczności obecnych było wiele znanych osobistości m.in. ówczesny prezydent Polski Bronisław Komorowski wraz z małżonką Anną. 30 maja wystąpiła w koncercie Królowie sieci podczas pierwszego dnia festiwalu TOPtrendy 2014 wśród trzech artystów z największą liczbą sprzedanych singli w poprzedzającym roku w Polsce. Podczas koncertu odebrała wyróżnienie Cyfrowej Piosenki Roku, przyznanej przez ZPAV utworowi „Thank You Very Much” za zajęcie 3. miejsca pod względem największej ilości sprzedanych singli w postaci cyfrowej w 2013. Dzień później zaprezentowała się na scenie w Operze Leśnej w konkursie Największe przeboje roku z piosenką „Wasted” wśród wykonawców, których piosenki były w ostatnim roku najczęściej granymi w stacjach radiowych. 7 czerwca była jednym z artystów biorących udział w koncercie SuperJedynki, odbywającym się w ramach 51. Krajowego Festiwalu Piosenki Polskiej w Opolu, podczas którego została nagrodzona SuperJedynką w kategorii SuperArtysta bez granic. Również w czerwcu otrzymała nominację do nagród Eska Music Awards 2014 w kategorii Eska TV Award – Najlepsze video (za „Wasted”).

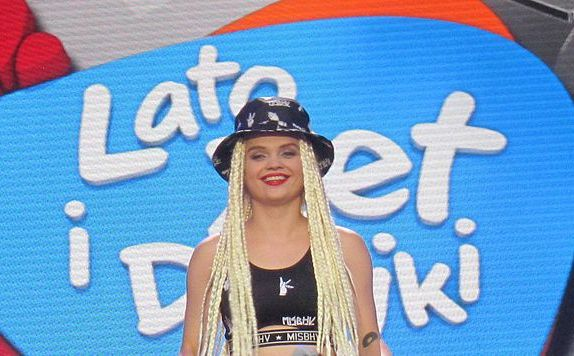
Margaret podczas jednego z koncertów w ramach Lato Zet i Dwójki 2014 w Toruniu

Latem po raz drugi wzięła udział w trasie koncertowej Lato Zet i Dwójki, organizowanej przez TVP2 i Radio Zet, w ramach której wystąpiła w Toruniu (27 lipca), Koszalinie (3 sierpnia) i Uniejowie (24 sierpnia). W międzyczasie, na zlecenie Polskiego Związku Piłki Siatkowej stworzyła oficjalny hymn Mistrzostw Świata w Piłce Siatkowej Mężczyzn, odbywających się w 2014 w Polsce. Współtworzony z Thomasem Karlssonem i Matsem Tärnforsem utwór „Start a Fire” wykonała premierowo 18 sierpnia w Kraków Arenie przed ostatnim meczem w ramach XII Memoriału Huberta Jerzego Wagnera, transmitowanym na żywo za pośrednictwem telewizji Polsat Sport. Utwór został także umieszczony na debiutanckim albumie studyjnym wokalistki o nazwie Add the Blonde, a zarazem stał się drugim singlem promującym wydawnictwo. Piosenka trafiła na 10. miejsce zestawienia AirPlay – Top. Mniej więcej w tym okresie Margaret nagrała również nową wersję utworu „O mnie się nie martw” z repertuaru Katarzyny Sobczyk, która została zrealizowana na potrzeby serialu o tym samym tytule. 26 sierpnia wydała debiutancki album studyjny pt. Add the Blonde, na który współtworzyła część utworów. Materiał umieszczony na płycie objął 14 anglojęzycznych kompozycji, w tym: całościowy materiał z minialbumu All I Need oraz 8 premierowych piosenek. Całość została utrzymana w stylistyce popowej. Producentami wydawnictwa byli Joakim Buddee, Martin Eriksson oraz Ant Whiting. Add the Blonde dotarło do 8. miejsca listy pięćdziesięciu najlepiej sprzedających się albumów w Polsce i uzyskało status platynowej płyty za sprzedaż w nakładzie przekraczającym 30 tysięcy egzemplarzy. 30 sierpnia zaprezentowała „Start a Fire” na Stadionie Narodowym w Warszawie podczas ceremonii otwarcia Mistrzostw Świata w Piłce Siatkowej Mężczyzn 2014. Wydarzenie to było transmitowane na żywo w 168 krajach. 15 września artystka została nagrodzona w plebiscycie „Kobieta Roku Glamour”, organizowanym przez magazyn „Glamour”. 21 września w katowickim Spodku zaśpiewała podczas ceremonii wręczenia medali Mistrzostw Świata w Piłce Siatkowej Mężczyzn. W listopadzie otrzymała nominację do nagród Telekamery 2015 w kategorii Muzyka. Pod koniec lipca 2014 miesięcznik „Forbes” umieścił ją na 67. miejscu listy „100 najcenniejszych gwiazd polskiego show-biznesu”. Reklamodawcy wycenili jej wartość rynkową na 235 238 złotych.
2015

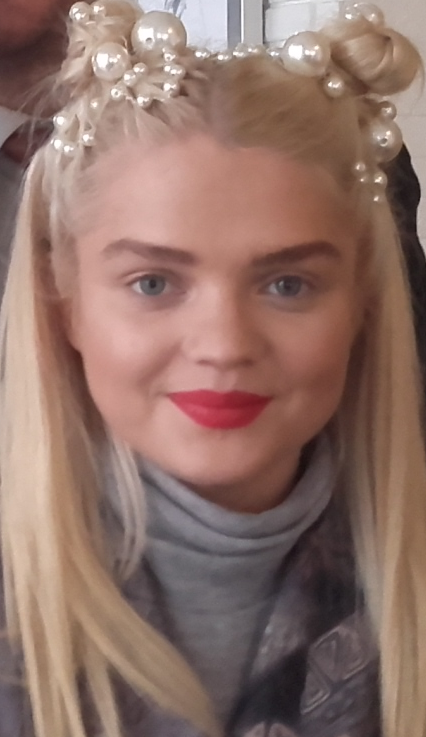
Margaret, 2015

W lutym 2015 premierę miał trzeci singel promujący album pt. Add the Blonde – „Heartbeat”. Kompozycja została napisana i skomponowana przez Margaret we współpracy z Joakimem Buddee. Nagranie uplasowało się na 11. pozycji na liście najczęściej odtwarzanych piosenek w polskich radiostacjach. W międzyczasie drugi rok z rzędu otrzymała nominacje do nagród: Kids’ Choice Awards (Ulubiona polska gwiazda) oraz Wiktory (Artysta sceny roku). 19 kwietnia wystąpiła podczas koncertu Top Music Wembley w londyńskiej Wembley Arena. 30 maja zaprezentowała się na scenie w Operze Leśnej podczas koncertu Radiowy Przebój Roku – Super Hit FM, odbywającego się w ramach Polsat SuperHit Festiwal. Po występie została nagrodzona statuetką za zajęcie, z singlem „Wasted”, 4. miejsca w rankingu najczęściej odtwarzanych utworów w polskich rozgłośniach radiowych w 2014, który na potrzeby festiwalu został przygotowany przez ZPAV. Latem po raz trzeci wzięła udział w telewizyjno-radiowej trasie koncertowej Lato Zet i Dwójki, występując podczas koncertu w Uniejowie, który odbył się 23 sierpnia. Kilka dni później wystąpiła na gali Eska Music Awards 2015, gdzie między innymi zaśpiewała wspólnie z Sarsą, Cleo, Tabbem i Sound’n’Grace cover utworu „Love Me Like You Do” oraz została nagrodzona dwiema statuetkami w kategoriach: Najlepsza artystka i eskaGO Award – Najlepszy artysta w sieci. W październiku otrzymała nagrodę MTV Europe Music Award w kategorii Najlepszy polski wykonawca, dzięki czemu automatycznie zdobyła również nominację w kategorii Najlepszy światowy wykonawca: Europa. Miesiąc później tygodnik „Wprost” umieścił ją na 38. miejscu listy „50 najbardziej wpływowych polskich celebrytów”.
6 listopada wydała drugi album studyjny pt. Just the Two of Us, nagrany w duecie z kanadyjskim wokalistą Mattem Duskiem. Na płycie znalazły się interpretacje jazzowych standardów. Singlami promującymi projekt zostały utwory: tytułowy „Just the Two of Us” oraz „‘Deed I Do”. Wydawnictwo uplasowało się na 28. miejscu na polskiej liście sprzedaży. Album zdobył ponadto w Polsce certyfikat platynowej płyty. W międzyczasie wraz z finalistami szóstej edycji programu The Voice of Poland nagrała kompozycję „Coraz bliżej święta” na potrzeby świątecznej odsłony kampanii reklamowej Coca-Coli, a w grudniu zagrała kilka koncertów, uczestnicząc w świątecznej trasie ciężarówek Coca-Cola po Polsce.
2016

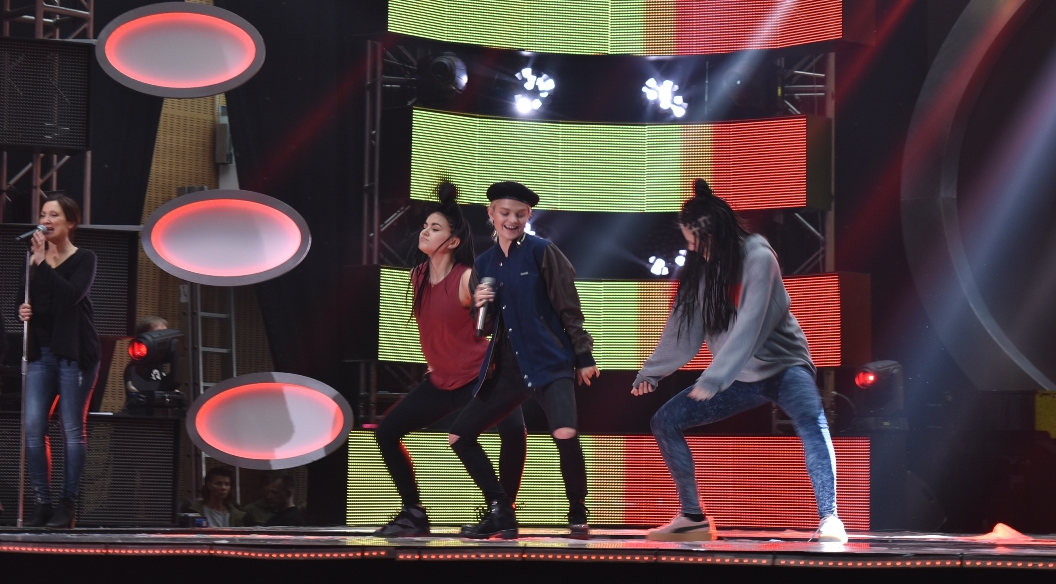
Margaret podczas prób do występu w finale polskich eliminacji do 61. Konkursu Piosenki Eurowizji, marzec 2016

Na początku lutego 2016 była jednym z gości specjalnych koncertu Grzegorza Skawińskiego i Waldemara Tkaczyka, który odbył się w Ergo Arenie z okazji jubileuszu 40-lecia ich pracy artystycznej i był transmitowany na żywo za pośrednictwem telewizji Polsat. Piosenkarka na scenie zaśpiewała „Nasze randez-vous” oraz „Pokolenie” wraz z Ewą Farną i Rudą. 8 lutego na antenie radia RMF FM potwierdziła, że wraz z utworem „Cool Me Down” zgłosiła się do polskich preselekcji do 61. Konkursu Piosenki Eurowizji, do których kilka dni później została pomyślnie zakwalifikowana. Po premierze piosenki „Cool Me Down”, Polska awansowała na 1. miejsce w zakładach bukmacherskich, gdzie była typowana do wygrania całego Konkursu Piosenki Eurowizji. 5 marca Margaret wystąpiła podczas finału selekcji, zorganizowanych w siedzibie Telewizji Polskiej w Warszawie, zajmując ostatecznie 2. miejsce z udziałem 24,72% głosów. Na wieść o przegranej piosenkarki, która była faworytką do wygrania Konkursu Piosenki Eurowizji, wielu miłośników widowiska z całej Europy zareagowało z oburzeniem, natomiast międzynarodowe portale poświęcone imprezie krytycznie komentowały końcowy rezultat. Singel „Cool Me Down” zajął 4. miejsce na liście AirPlay – Top, najczęściej granych utworów w polskich rozgłośniach radiowych, i jest dotychczas najwyżej notowaną piosenką wokalistki w tym zestawieniu. Kompozycja była notowana również na oficjalnej liście sprzedaży w Szwecji, gdzie uplasowała się na 36. miejscu. W Polsce singel sprzedał się w nakładzie przekraczającym 40 tysięcy egzemplarzy i pokrył się podwójnie platynową płytą, natomiast w Szwecji sprzedał się w ponad 20-tysięcznym nakładzie i został certyfikowany złotem.

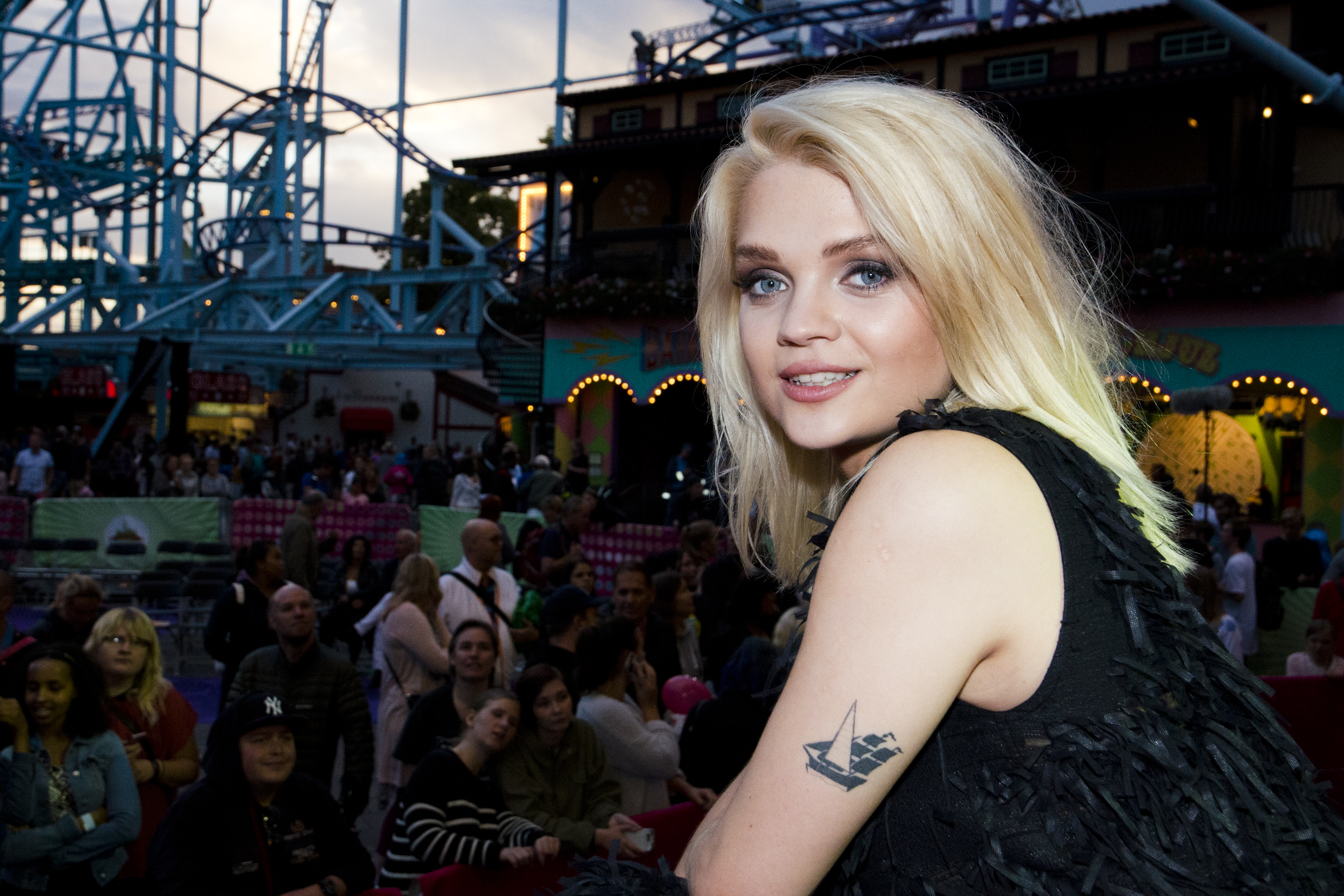
Margaret podczas nagrania programu Sommarkrysset w Gröna Lund, 9 lipca 2016

W połowie marca została nagrodzona statuetką Kids’ Choice Awards w kategorii Ulubiona polska gwiazda. W tym samym czasie zagrała specjalny koncert w ramach cyklu eska360, który został zarejestrowany przez stację Eska TV i wyemitowany na ich antenie 2 kwietnia. 28 maja piosenkarka wystąpiła w koncercie Radiowy przebój roku podczas drugiego dnia festiwalu Polsat SuperHit Festiwal, gdzie zaśpiewała m.in. „Heartbeat”, który znalazł się w gronie najczęściej emitowanych utworów w polskich rozgłośniach radiowych w poprzedzającym roku. Na początku lipca odbyła się premiera piosenki „Atomówki”, którą nagrała na zlecenie stacji Cartoon Network z okazji emisji w Polsce premierowych odcinków amerykańskiej kreskówki o tym samym tytule. Latem dała kilka występów w Szwecji: w programach Sommarkrysset (9 lipca) i Lotta på Liseberg (8 sierpnia), emitowanych w telewizji TV4, na gali rozdania szwedzkich nagród Rockbjörnen (16 sierpnia) oraz podczas koncertów w Eskilstunie (4 sierpnia), Göteborgu (21 sierpnia) i Sztokholmie (24 sierpnia) w ramach festiwalu RIX FM Festival, organizowanego przez stację radiową RIX FM. 26 sierpnia wystąpiła na gali Eska Music Awards 2016, gdzie między innymi wykonała premierowy utwór „Elephant” oraz zaprezentowała cover piosenki „Lush Life” z repertuaru Zary Larsson. Podczas wydarzenia została nagrodzona w kategorii eskaGO Award – Najlepszy artysta w sieci. Była nominowana również w kategoriach: Najlepsza artystka i Najlepszy hit (za „Cool Me Down”). Dzień później „Elephant” został wydany na singlu. Utwór został napisany i skomponowany przez Margaret we współpracy z Joakimem Buddee oraz Thomasem Karlssonem. Piosenka uplasowała się na 21. miejscu listy AirPlay – Top. 15 października zasiadła w jury finału krajowych eliminacji do 14. Konkursu Piosenki Eurowizji dla Dzieci. 3 listopada otrzymała drugą w swojej karierze statuetkę MTV Europe Music Awards w kategorii Najlepszy polski wykonawca. 2 grudnia ukazała się reedycja jej debiutanckiej płyty – Add the Blonde, poszerzona o single „Cool Me Down” (wraz z trzema jego remiksami) i „Elephant” oraz utwór „Smak radości”.
2017

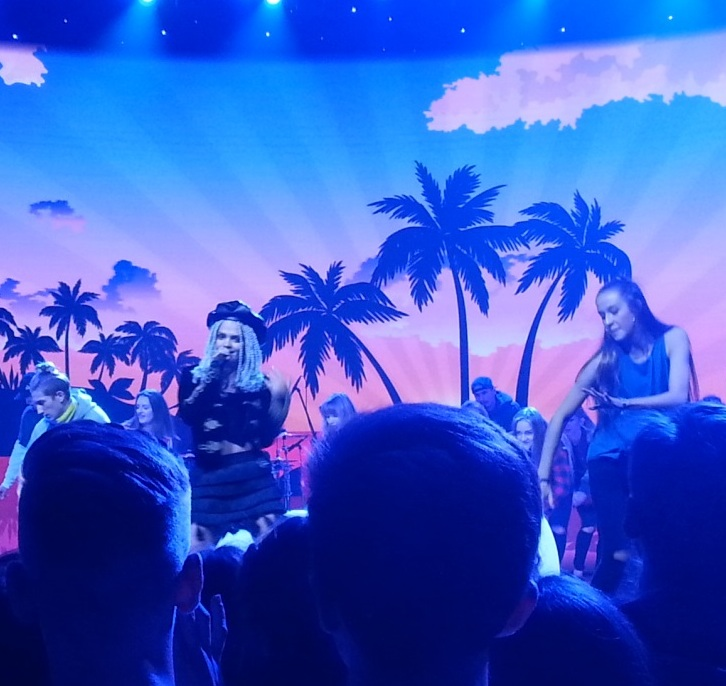
Margaret podczas występu w finale krajowych eliminacji do 14. Konkursu Piosenki Eurowizji dla Dzieci, październik 2016

17 marca 2017 wydała piosenkę „Blue Vibes”, promującą film Smerfy: Poszukiwacze zaginionej wioski, którego premiera odbyła się 27 maja. 12 maja wydała singel „What You Do”, z którym uplasowała się na 14. pozycji na liście najczęściej odtwarzanych piosenek w polskich radiostacjach. 2 czerwca ukazał się jej drugi, solowy album studyjny pt. Monkey Business. Album zadebiutował na 8. miejscu listy pięćdziesięciu najlepiej sprzedających się albumów w Polsce. 17 czerwca wystąpiła na gali Eska Music Awards 2017, gdzie zaprezentowała cover piosenki „I Don’t Wanna Live Forever” z repertuaru Zayna i Taylor Swift oraz „What You Do”. Podczas wydarzenia została nagrodzona w kategorii eskaGO Award – Najlepszy artysta w sieci. 1 września premierę miał trzeci singel z płyty Monkey Business o takim samym tytule. 17 września wraz z muzykiem jazzowym Włodzimierzem Pawlikiem wystąpiła na 54. KFPP w Opolu z okazji koncertu „Od Opola do Opola”, gdzie zaśpiewała wiązankę piosenek „Cool Me Down” i „What You Do”. Podczas festiwalu otrzymała nagrodę specjalną od TVP1. 4 października po raz kolejny została nominowana do nagród MTV Europe Music Awards w kategorii Najlepszy polski wykonawca. 28 listopada potwierdzono jej udział z utworem „In My Cabana” w szwedzkich eliminacjach eurowizyjnych Melodifestivalen 2018.
2018
10 lutego 2018 wystąpiła jako czwarta w kolejności w drugim półfinale selekcji do Konkursu Piosenki Eurowizji i zakwalifikowała się do rundy dogrywkowej, która odbyła się 3 marca w Kristianstad Arena w Kristianstad. Awansowała do finału, który odbył się 10 marca we Friends Arena w Solnie i zajęła siódme miejsce po zdobyciu w sumie 103 punktów od telewidzów (10. miejsce) i międzynarodowego jury (5. miejsce).
2 sierpnia 2018 roku wydała singel „Lollipop”, który został wybrany przez Warner Music Sweden jako hymn dla EuroPride. Piosenkarka skomentowała swoje zaangażowanie w projekt: „Zawsze popierałam inicjatywy miłosne i miłość wszelkiego rodzaju. Miłość jest miłością”. 26 sierpnia jej piosenka „Byle jak” otrzymała tytuł Przebój Lata RMF FM i Polsatu 2018. Będzie także współprowadzić dziesięciodniową trasę koncertową po Szwecji pod nazwą Stjärnklart („Starlight”), która potrwa od listopada do grudnia. 27 listopada potwierdzono jej udział z utworem „Tempo” w szwedzkich eliminacjach eurowizyjnych Melodifestivalen 2019.
2019
9 lutego wystąpiła w drugim półfinale Melodifestivalen, czyli selekcji do Konkursu Piosenki Eurowizji, który został rozegrany w Malmö. Zajęła w nim piąte miejsce, niezapewniające awansu do kolejnego etapu. 31 maja wydała trzeci solowy album studyjny pt. Gaja Hornby. Była również jedną z trenerek dziesiątej edycji programu TVP2 The Voice of Poland. 31 października 2019 roku zakończyła współpracę ze swoim dotychczasowym managerem i Agencją Artistars. W grudniu ogłosiła, że zawiesza karierę ze względów zdrowotnych.
2020
9 lutego 2020 powróciła do muzyki, ogłaszając otwarcie wytwórni płytowej Gaja Hornby Records, którą założyła z muzykiem KaCeZetem. W ramach wytwórni promują utalentowanych wykonawców, takich jak np. Wojciech Geniusz czy Anja Pham. Od tego czasu artystka nagrywa muzykę z gatunków rap oraz hip-hop.
12 marca wydała utwór „Przebiśniegi”, który nagrała na rzecz akcji Fundacji Rak’n’Roll Wygraj życie, zajmującej się zbieraniem środków na leczenie osób dotkniętych chorobami nowotworowymi. 18 marca opublikowała teledysk do kolejnego utworu nagranego w ramach akcji Wygraj życie – „Nowe plemię”, którym chciała dodawać siły kobietom chorym na raka w walce z chorobą. Za teledysk została nominowana do konkursu PL Music Video Awards w kategorii Pop.
W sierpniu ukazał się jej singel pt. „Reksiu”. Do piosenki powstał również teledysk, za który Margaret została nominowana do Fryderyków w 2021 roku. Utwór nagrała wraz z raperem Otsochodzi. We wrześniu wydała singel „Roadster” z gościnnym udziałem rapera Kizo. Nie dostały się one do listy AirPlay – Top, jednak zajęły one kolejno 95. oraz 88. miejsce na polskiej liście Spotify. Dostawały się także do list przebojów YouTube, iTunes oraz Apple Music.
23 października 2020 ukazał się teledysk do jej singla „Xanax”. Utwór opowiada o depresji wokalistki w czasie, gdy była jurorem w programie The Voice of Poland. Utwór został zanotowany na 90. pozycji polskiej listy Apple Music.
W listopadzie 2020 zapowiedziała wydanie piątego albumu studyjnego pt. Maggie Vision, który ukazał się 12 lutego 2021. Składa się on z 12 utworów muzycznych. Dostał się on na 5. pozycję notowania OLiS. Wraz z wydaniem albumu piosenkarka ogłosiła trasę koncertową Maggie Vision Tour, która odbędzie się w październiku 2021 w Szczecinie, Poznaniu, Wrocławiu, Sopocie i Warszawie.
W przeddzień Narodowego Święta Niepodległości wydała singel „No Future”, w którym gościnnie występuje Kukon. Jak powiedziała wokalistka, tekst utworu nawiązuje do sytuacji w Polsce (protesty przeciwko zaostrzeniu przepisów dotyczących aborcji, Pandemia COVID-19). W utworze ostro komentuje Polaków. Mówi także o tym, że rozważa wyjazd z kraju.
2021
Pierwszym singlem Margaret w 2021 roku ukazał się „Bajkał”, wydany 17 stycznia we współpracy z producentem muzycznym Przemysławem Jankowiakiem (ukrywającym się pod pseudonimem 1988) oraz Kachą Kowalską. Promuje on debiutancki album 1988 (którego tytuł jest jeszcze nieznany).
29 stycznia 2021, wraz z teledyskiem, opublikowany został singel artystki pt. „Antipop”. W utworze gościnnie wystąpiła raperka Kara (nagrywająca także jako 3Y Gun Kara). Za produkcję odpowiedzialny był Kacezet.
9 lutego 2021 Margaret wystąpiła w duecie z Tomaszem Organkiem na gali wręczania Bestsellerów Empiku 2020.
W tym miesiącu opublikowała również teledysk do utworu „Sold Out”, w którym gościnnie występuje Natalia Szroeder. Piosenka ta dostała się do streamingowych list przebojów, a sam teledysk do polskiej listy serwisu YouTube. 25 czerwca 2021 został wydany kolejny singel Margaret pt. „Tak na oko” (styl. „Tak Na Oko”). Tekst i muzykę do piosenki wraz z wokalistką napisał mąż Margaret, Kacezet. Singel promuje drugi minialbum artystki pt. Gelato EP Do piosenki powstał teledysk w reżyserii Krzysztofa Wróbla z Mohdo Films i nagrany we włoskiej gminie Rimini. W pierwszych tygodniach utwór dostał się do m.in. do Gorącej 20 Radia Eska. Również 25 czerwca wystąpiła na Europejskim Stadionie Kultury w Rzeszowie, gdzie premierowo zaprezentowała kompozycję. Wystąpiła tam także wraz z ukraińskim zespołem Kalush, śpiewając m.in. „Sold Out”. Po miesiącu od opublikowania „Tak na oko” singel znalazł się również w notowaniu AirPlay – Top, w pierwszym tygodniu zajmując szczyt notowania AirPlay – Nowości.
2 lipca 2021 piosenkarka opublikowała teledysk do utworu „Gelato” zwiastującego jej minialbum Gelato EP. W utworze gościnnie występuje Tymek. 5 sierpnia wystąpiła na gali Fryderyki 2021 (była nominowana w kategorii „Teledysk roku”). Zaśpiewała tam piosenkę Republiki pt. „Mamona”.
3 grudnia 2021 przy współpracy z Team X Margaret wydała piosenkę „Pod choinkę”.
2022

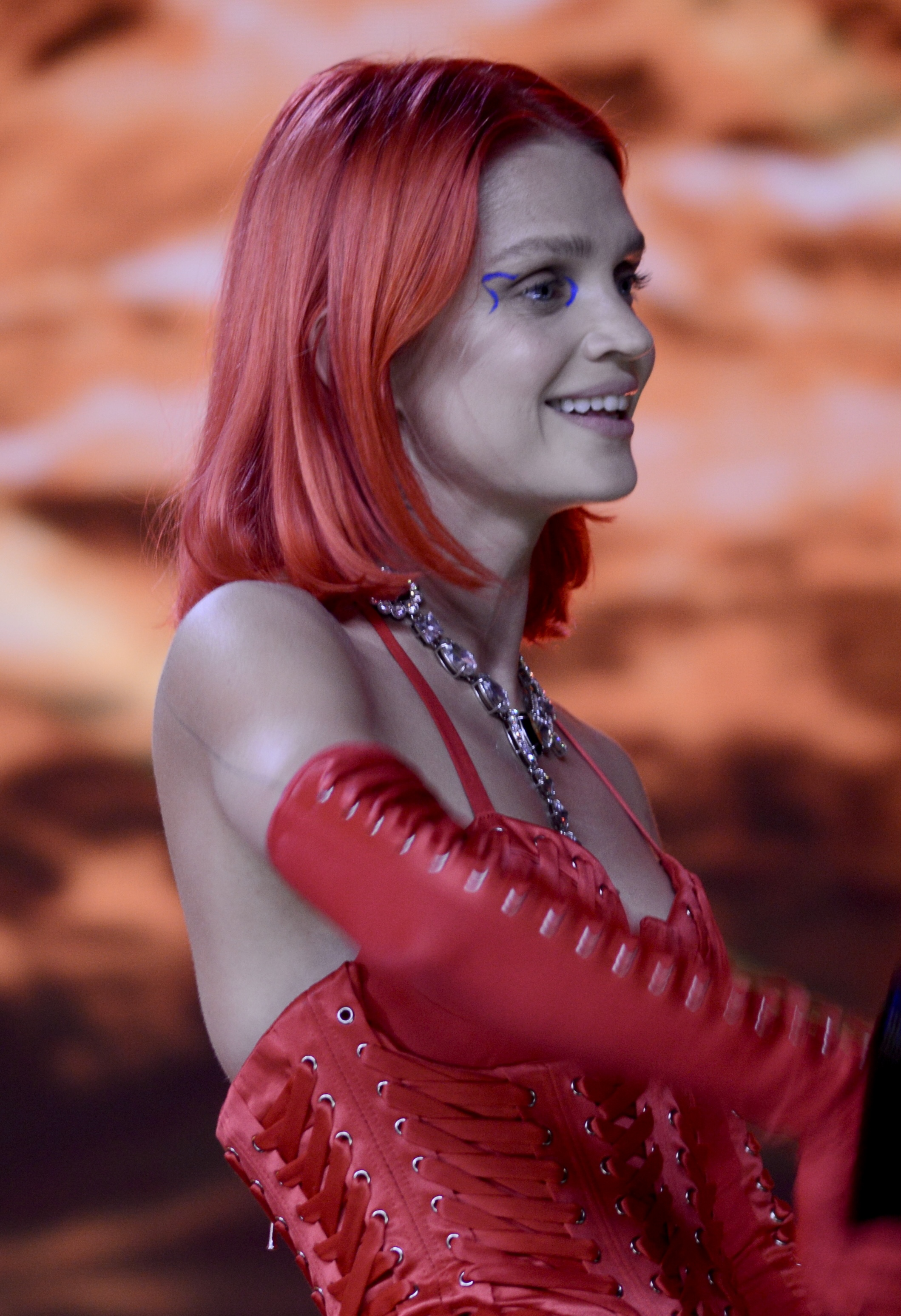
Margaret podczas Top of the Top Sopot Festivalu 2022

W związku z inwazją Rosji na Ukrainę w marcu 2022 roku Margaret wydała singel „Mimo burz” (styl. „mimo burz”), z którego dochód zostanie przekazany na pomoc Ukrainie. W sierpniu wydała singel „Niespokojne Morze”, promujący radiowy serial kryminalny Radia Zet Niech to usłyszą, w którym wystąpiła jesienią tego samego roku.

## Działalność pozamuzyczna
W 2011 zaczęła prowadzić blog o modzie. Latem wystąpiła w jednym z odcinków programu TVN Style Moda z bloga.
Współprowadziła program muzyczny TVP1 Retromania (2015).
Uczestniczyła w kampanii reklamowej sieci komórkowej Play (2014–2015) i kampaniach „Pocałuj radość” i „Coraz bliżej święta” producenta napojów gazowanych Coca-Cola (2015), a także reklamowała linię piwa bezalkoholowego Warka Radler (2018) oraz współpracowała z firmami odzieżowymi Deichmann (stworzyła trzy kolekcje butów i dodatków), Sinsay (kolekcję „Sinsay by Margaret” promowała teledyskiem do piosenki „Dance for 2”) i Pull&Bear (2018).
Od 2020 roku w ramach Miesiąca Dumy LGBT (ang. Pride Month) Margaret publikuje autorski cykl Tęczowa szkoła Maggie poświęcony i wspierający społeczność LGBT+. Artystka zainspirowana była kampanią prezydenta Andrzeja Dudy do wyborów prezydenckich w Polsce i jego słowa: „LGBT to nie ludzie, to ideologia”. Jest on publikowany w serwisie Instagram (w formacie filmów IGTV oraz relacji).

## Życie prywatne
W styczniu 2020 wzięła w Peru ślub z muzykiem Piotrem Kozieradzkim (występujący pod pseudonimem KaCeZet). Został on zawarty podczas „szamańskiej” ceremonii w zgodzie z rdzenną tradycją tamtejszych Indian i nie ma mocy prawnej.
W 2024 urzędowo dokonała aktu apostazji, czyli formalnego wystąpienia z kościoła katolickiego. Już w 2019 w wywiadzie udzielonym miesięcznikowi Playboy przyznała, że nie uczestniczy od jakiegoś czasu w praktykach religijnych oraz nie wierzy już w Boga.
Była weganką. W swoich poglądach często odwołuje się do mitycznej Bogini Matki (w mitologii greckiej nazywanej Gają), która symbolizuje zrodzoną z chaosu Ziemię. To właśnie do niej odnosi się jej drugi pseudonim artystyczny Gaja Hornby, taki sam tytuł nosi nagrana przez nią piosenka i jej trzeci album solowy, który ukazał się w maju 2019, a także założona przez nią w 2020 wraz z KaCeZetem wytwórnia płytowa.
Promuje działania prozdrowotne i proekologiczne, związane z troską o zdrowie ludzi oraz środowisko naturalne. Regularnie korzysta z pomocy psychoterapeuty. W dorosłym życiu wyznała, że w wieku 10 lat padła ofiarą gwałtu, co rzutowało na jej dalsze życie.
W kwestiach światopoglądowych deklaruje poparcie dla społeczności LGBT+, aktywnie ją wspierając. W 2018 uczestniczyła w Paradzie Równości w Sztokholmie, wzięła także udział w akcji społecznej #JestemPrzeciwHomofobii organizowanej przez stowarzyszenie Kampania Przeciw Homofobii.
Przez ponad dwa lata mieszkała w tzw. domku holenderskim.

## Wizerunek
Margaret słynie z ekstrawaganckiego ubioru, który charakteryzuje się mieszanką kolorów oraz stylów, niekiedy także dodatków. Często swoim strojem i zachowaniem wzbudza duże zainteresowanie, wywołując skrajnie odmienne opinie. Początkowo dała się poznać jako ułożona dziewczyna oraz idolka nastolatków. Stopniowo zmieniała jednak ten wizerunek. W maju 2019 wydaniem albumu pt. Gaja Hornby zapoczątkowała swój nowy, niekiedy wulgarny wizerunek. W niektórych piosenkach nie unikała dosadnych słów i przekleństw, podobnie było w nagranym przez nią kawałku „Przebiśniegi”, wydanym w marcu 2020. Jak sama przyznaje, lubi przeklinać, to też zdarzało się jej używać niecenzuralnych słów podczas koncertów czy wywiadów radiowych i telewizyjnych.

## Działalność charytatywna
W styczniu 2014 przekazała na aukcję Wielkiej Orkiestry Świątecznej Pomocy sukienkę, w której wystąpiła w Gdyni podczas koncertu sylwestrowego, organizowanego przez telewizję Polsat. 3 kwietnia wystąpiła podczas gali Rak. To się leczy!, która odbyła się w Teatrze Capitol.

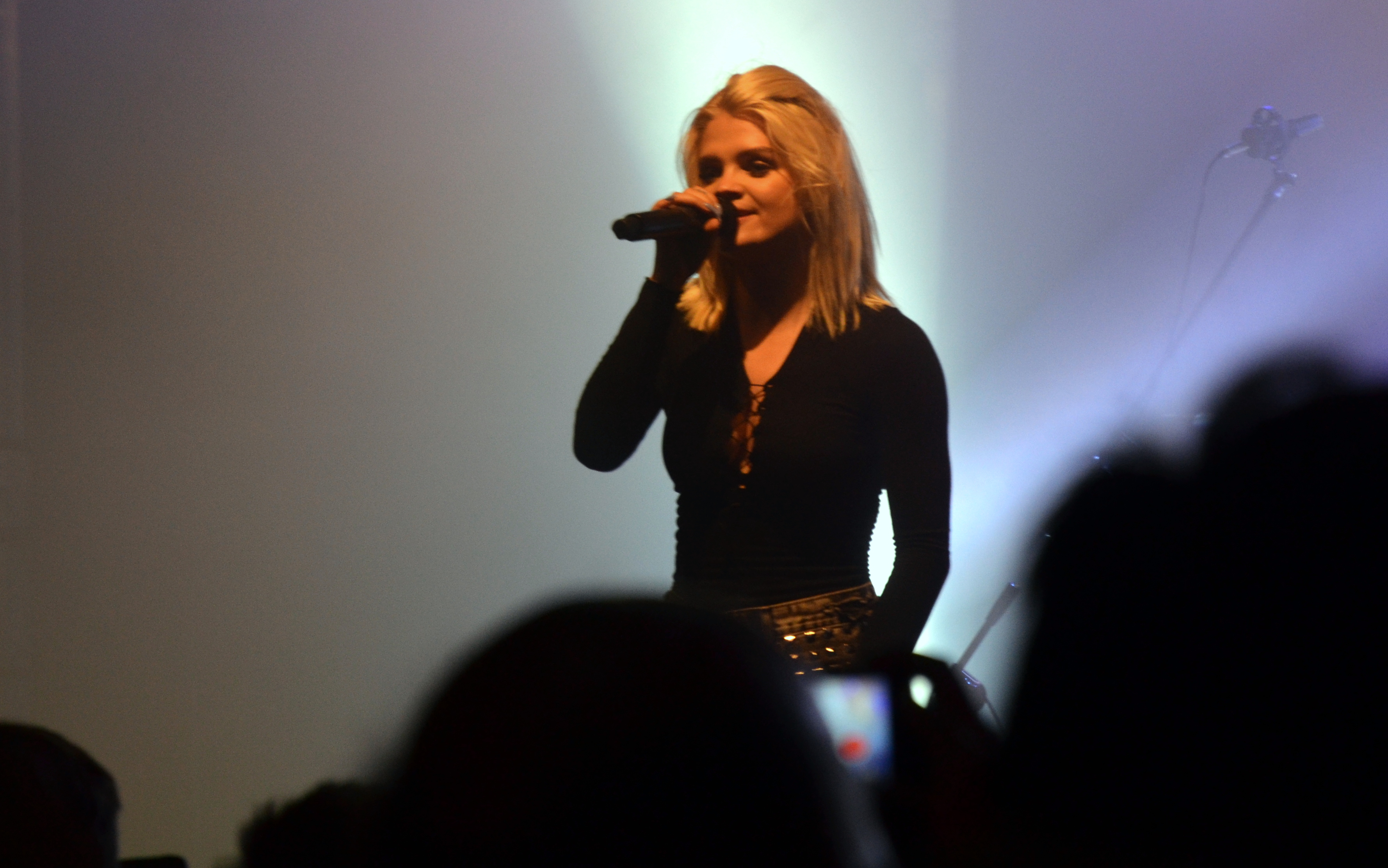
Margaret, 2016

Latem wsparła Fundację Polsat, występując w spocie, w którym zachęcała do wysyłania smsów, z których zyski zostały przeznaczone na rzecz fundacji. Spot emitowany był na antenie stacji Polsat oraz na kanałach tematycznych Grupy Polsat.
6 grudnia wzięła udział w imprezie mikołajkowej, zorganizowanej przez Jakuba Wesołowskiego w należącym do niego podwarszawskim hotelu „Brant”, dla dzieci z okolicznych domów dziecka. Wystąpiła na scenie oraz przekazała na odbywającą się tam aukcję charytatywną namalowany przez siebie obraz. Tego samego dnia odwiedziła, przebywające w Instytucie Matki i Dziecka, dzieci cierpiące na choroby nowotworowe.

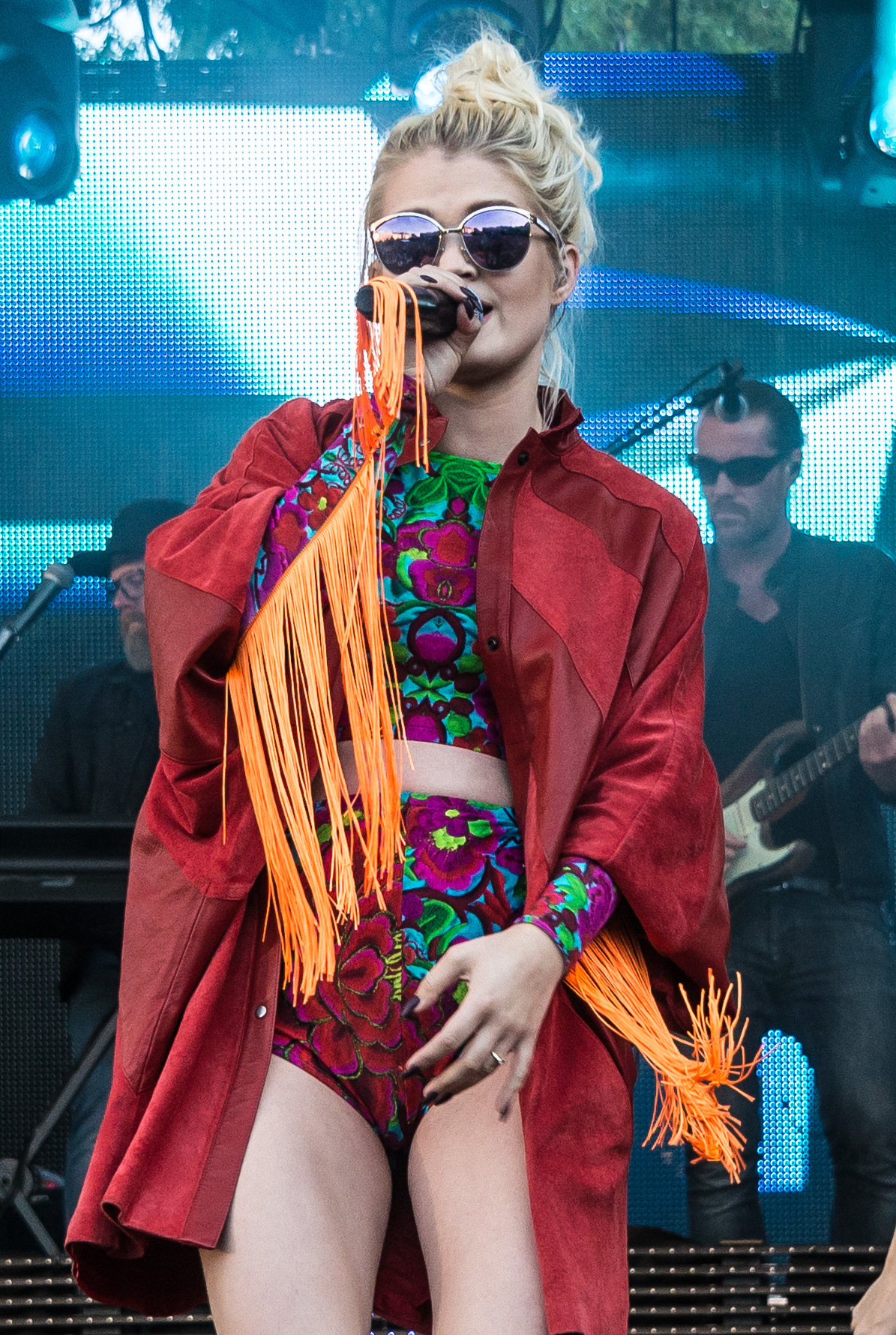
Margaret na RIX FM Festivalen 2016 w Kungsträdgården

W międzyczasie, wraz z innymi artystami, takimi jak m.in.: Rafał Brzozowski, Honorata Skarbek czy Maria Niklińska, uczestniczyła w nagraniu charytatywnej płyty Siemacha po kolędzie z kolędami i piosenkami świątecznymi. Projekt został zorganizowany przez Stowarzyszenie Siemacha. Wokalistka na album nagrała piosenkę „Santa Claus Is Coming to Town” w duecie z Pamelą Stone oraz kolędę „Pójdźmy wszyscy do stajenki” wraz z wszystkimi wykonawcami biorącymi udział w projekcie. Wydawnictwo miało premierę 9 grudnia, a dochód z jego sprzedaży został przekazany na budowę domu dziecka w Odporyszowie.
15 grudnia wystąpiła podczas koncertu charytatywnego Serce dla dzieci, w trakcie którego zbierane były fundusze na pomoc dla ośmiorga chorych dzieci – podopiecznych Fundacji Faktu. Margaret w akcji wspierała chorego na zanik mięśni typu Duchenne’a Adriana. Organizatorami koncertu byli: TVP1 oraz Ringier Axel Springer Polska.
Na początku stycznia 2015 wsparła 23. finał WOŚP, wystawiając na licytację sukienkę, w której odebrała nagrodę „Kobiety Roku Glamour”. Latem, drugi rok z rzędu, wystąpiła w spocie zachęcającym do finansowego wsparcia podopiecznych Fundacji Polsat.
Pod koniec 2015 ponownie zaangażowała się w nagranie świątecznej płyty, z której dochód ze sprzedaży trafił na pomoc podopiecznym Stowarzyszenia Siemacha. Charytatywny album pod tytułem Gwiazdy po kolędzie ukazał się 27 listopada, a Margaret nagrała na niego utwór „A kto wie czy za rogiem” oraz kolędę „Gdy się Chrystus rodzi” z Sarsą, Kasią Popowską, Rafałem Brzozowskim, Antkiem Smykiewiczem i Pamelą Stone.
10 stycznia 2016 w ramach WOŚP zagrała koncert w Świdnicy. W styczniu 2017 wraz z Bartkiem Januszem przekazała na rzecz WOŚP suknię jego projektu, w której pojawiła się na 69. Międzynarodowym Festiwalu Filmowym w Cannes.
W lutym 2018 przekazała na licytację charytatywną kryształowy sedes, który wykorzystała podczas prób do występu w półfinale Melodifestivalen 2018. Rekwizyt został sprzedany za 10 tys. szwedzkich koron, które zostały przekazane na pomoc zwierzętom.

## Dyskografia
- Add the Blonde (2014)
- Just the Two of Us (oraz Matt Dusk; 2015)
- Monkey Business (2017)
- Gaja Hornby (2019)
- Maggie Vision (2021)
- Siniaki i cekiny (2024)

## Filmografia
Dubbing
- Smerfy: Poszukiwacze zaginionej wioski – Gradobitka[306]

Inne
- The Voice of Poland – jurorka[307][306]